# La Baroche-sous-Lucé
La Baroche-sous-Lucé település Franciaországban, Orne megyében. Lakosainak száma 386 fő (2018. január 1.). La Baroche-sous-Lucé Perrou, Saint-Denis-de-Villenette, Avrilly, Beaulandais, Ceaucé, Domfront en Poiraie, Juvigny Val d'Andaine, Loré és Lucé községekkel határos.

## Népesség
A település népességének változása:
| Lakosok száma | 634  | 542  | 504  | 504  | 506  | 386  | 398  | 388  | 388  | 386  |
|               | 1962 | 1968 | 1975 | 1982 | 1990 | 2008 | 2013 | 2015 | 2017 | 2018 |